# Washington César Santos
Washington César Santos detto soltanto Washington (Valença, 3 gennaio 1960 – Curitiba, 25 maggio 2014) è stato un calciatore brasiliano.

## Carriera
Attaccante dal fisico possente, giocò per numerosi club brasiliani, ma legò il suo nome al Fluminense, nelle cui file militò per cinque anni e di cui è il migliore marcatore di tutti i tempi, con 118 gol in 311 partite.
Vestì in cinque occasioni la maglia verde-oro del Brasile, partecipando ai Giochi Panamericani del 1987 e mettendo a segno 2 reti. Conta anche due presenze nella selezione olimpica del suo Paese.
Terminata la carriera agonistica è stato colpito dalla sclerosi laterale amiotrofica, che lo ha portato alla morte il 25 maggio 2014 all'età di 54 anni.

## Statistiche

### Cronologia presenze e reti in nazionale
| Cronologia completa delle presenze e delle reti in nazionale ― Brasile | Cronologia completa delle presenze e delle reti in nazionale ― Brasile | Cronologia completa delle presenze e delle reti in nazionale ― Brasile | Cronologia completa delle presenze e delle reti in nazionale ― Brasile | Cronologia completa delle presenze e delle reti in nazionale ― Brasile | Cronologia completa delle presenze e delle reti in nazionale ― Brasile | Cronologia completa delle presenze e delle reti in nazionale ― Brasile | Cronologia completa delle presenze e delle reti in nazionale ― Brasile |
| Data                                                                   | Città                                                                  | In casa                                                                | Risultato                                                              | Ospiti                                                                 | Competizione                                                           | Reti                                                                   | Note                                                                   |
| ---------------------------------------------------------------------- | ---------------------------------------------------------------------- | ---------------------------------------------------------------------- | ---------------------------------------------------------------------- | ---------------------------------------------------------------------- | ---------------------------------------------------------------------- | ---------------------------------------------------------------------- | ---------------------------------------------------------------------- |
| 9-12-1987                                                              | Uberlândia                                                             | Brasile                                                                | 1 – 1                                                                  | Cile                                                                   | Amichevole                                                             | -                                                                      | Uscita                                                                 |
| 12-12-1987                                                             | Brasilia                                                               | Brasile                                                                | 1 – 1                                                                  | Germania Ovest                                                         | Amichevole                                                             | -                                                                      | 63’                                                                    |
| 15-3-1989                                                              | Cuiabá                                                                 | Brasile                                                                | 1 – 0                                                                  | Ecuador                                                                | Amichevole                                                             | 1                                                                      |                                                                        |
| 12-4-1989                                                              | Teresina                                                               | Brasile                                                                | 2 – 0                                                                  | Paraguay                                                               | Amichevole                                                             | -                                                                      | 66’                                                                    |
| Totale                                                                 |                                                                        | Presenze                                                               | 4                                                                      |                                                                        | Reti                                                                   | 1                                                                      |                                                                        |

## Palmarès

### Club

#### Competizioni statali
- Campionato Sul-Mato-Grossense: 1

Operário-MS: 1981
- Campionato Gaucho: 1

Internacional: 1981
- Campionato Paranaense: 2

Atlético-PR: 1982, 1983
- Campionato Carioca: 4

Fluminense: 1983, 1984, 1985
Botafogo: 1990
- Campionato Capixaba: 1

Desportiva: 1992
- Campionato Pernambucano: 1

Santa Cruz: 1993

#### Competizioni nazionali
- Campionato brasiliano: 1

Fluminense: 1984

### Nazionale
- Giochi panamericani: 1

Indianapolis 1987